# Пленники (пьеса)
«Пленники» (лат. Captivi) — комедия-паллиата римского драматурга Тита Макция Плавта, поставленная, по разным предположениям, в 201—200 или 194—192 годах до н. э.
Все римские комедии-паллиаты являются переделками греческих пьес, но в случае с «Пленниками» первоисточник сюжетного материала неизвестен. Антиковеды выдвигают разнообразные гипотезы, ни одна из которых не является общепринятой. О времени написания и постановки единого мнения тоже нет: одни исследователи относят пьесу к раннему периоду творчества Плавта (201—200 годы до н. э.), другие — к более позднему (194—192 годы до н. э.). Сторонники второй гипотезы обосновывают её специфичностью сюжета, который мог быть уступкой драматурга господствовавшему в те годы консервативному тренду.
Действие «Пленников» происходит в Этолии. В прологе сообщается, что эта пьеса отличается от всех предыдущих: в ней нет сальных шуток, нет ряда традиционных аморальных персонажей — сводника, гетеры, хвастливого воина. В центре сюжета — необычная для той эпохи дружба господина и раба.
«Пленников» высоко оценивал Готхольд Эфраим Лессинг, считавший их «лучшей пьесой, когда-либо появлявшейся на сцене». Он перевёл «Пленников» на немецкий язык и на их материале написал трактат «О слёзной или трогательной комедии» (1750).